# 北部湾大学
北部湾大学，简称湾大，是中华人民共和国的一所全日制本科公办省属普通高等学校，由广西壮族自治区人民政府与国家海洋局共建，位于广西壮族自治区钦州市。

## 历史概况
1973年，钦州地区师范学校成立，此即北部湾大学之前身:389-390。1977年，钦州地区师范学校设置大专班，并开设6个专业。1985年，广西师范学院钦州分院在钦州市教师进修学校建立:17-19。1991年，改建为钦州师范高等专科学校。2006年2月，中华人民共和国教育部同意钦州师范高等专科学校升格为本科层次的钦州学院。2011年5月，经广西壮族自治区人民政府批准，同意钦州学院基础上筹建北部湾大学。2016年6月8日，广西自治区政府与国家海洋局签署共建北部湾大学协议。2018年11月底，中华人民共和国教育部批准在钦州学院基础上设立北部湾大学。并于同年12月8日成立。

## 学术研究

### 院系设置
2022年，北部湾大学设有海洋学院、海运学院（船员培训中心）、机械与船舶海洋工程学院（工程训练中心）、石油与化工学院、食品工程学院、电子与信息工程学院、建筑工程学院、资源与环境学院、理学院、经济管理学院、人文学院、国际教育与外国语学院、陶瓷与设计学院、教育学院、北部湾大学东密歇根联合工程学院、马克思主义学院、体育学院、继续教育学院、创新创业学院等19个学部及教学单位。并设立了本科专业53个，硕士学位授权一级学科2个、硕士专业学位授权点8个。

### 对外合作
北部湾大学依托接近越南等东协国家的地理优势，积极开展对外交流，至2022年，北部湾大学与越南、泰国、马来西亚、波兰等20多国的50多所高校、科研机构建立了交流合作关系。亦招收了一些留学生。